# Gmina Iowa (hrabstwo Dubuque)

Położenie Gminy Iowa w hrabstwie Dubuque

Gmina Iowa (ang. Iowa Township) – gmina w USA, w stanie Iowa, w hrabstwie Dubuque. Według danych z 2000 roku gmina miała 553 mieszkańców, a jej powierzchnia wynosi 94 km².